# Лебедева, Сарра Дмитриевна
Сарра Дмитриевна Ле́бедева (девичья фамилия — Дaрмoлатова, 11 [23] декабря 1892, Санкт-Петербург, Российская империя — 7 марта 1967, Москва, СССР) — русская советская художница, мастер скульптурного портрета. Заслуженный деятель искусств РСФСР (1945), член-корреспондент Академии художеств СССР (1958).

## Биография
Родилась в семье чиновника, личного дворянина; отец, Дмитрий Иванович Дармолатов († 1914) — коммерции советник, член правления Азовско-Донского коммерческого банка. В семье росли четыре дочери — Сарра, Анна, в будущем поэтесса и переводчик, и сёстры-близнецы Вера (1895—1919) и Надежда (1895—1922), в будущем жена врача-гигиениста Евгения Эмильевича Мандельштама (1898—1979), брата Осипа Мандельштама.
Сарра училась в Школе рисования, живописи и скульптуры Михаила Бернштейна и Леонида Шервуда (1910—1914), работала в скульптурной мастерской Василия Кузнецова (1914).
С 1925 года жила в Москве. С 1926 года член Общества русских скульпторов.
Участвовала в реализации плана «монументальной пропаганды».

Могила на Новодевичьем кладбище

В межвоенное двадцатилетие создала множество портретов своих современников: Вяч. Иванова (1925), Феликса Дзержинского (гипс, 1925), Александра Цюрупы (1927), Абрама Эфроса (гипс, 1927), Валерия Чкалова (1937), Соломона Михоэлса и Веры Мухиной (оба — гипс, 1939), Александра Твардовского (гипс, 1943 и мрамор, 1950), Владимира Татлина (известняк, 1943—1944), Мариам Асламазян (1949), Константина Паустовского (1956) и др.
К лучшим образцам русской мемориальной пластики принадлежит изваянное Лебедевой надгробие Бориса Пастернака на Переделкинском кладбище (песчаник, 1965). Надгробие представляет собой стелу строгих форм с романтичным профилем поэта в технике углублённого рельефа. К 40-летней годовщине смерти Пастернака (2000 год) памятник работы Лебедевой, к тому времени нуждавшийся в реставрации, был заменён точной копией работы скульптора Дмитрия Шаховского.
Лебедевой же принадлежит портрет Пастернака, выполненный из известняка (1961—1963).
Похоронена на участке 4 Новодевичьего кладбища.

## Творчество

Надгробие Пастернака на Переделкинском кладбище

В раннем творчестве испытала влияние импрессионизма, затем увлеклась кубизмом. С начала 1920-х годов стремилась в своих работах «соединить художественные открытия этих течений с последовательно реалистическими принципами изображения».
Работы С. Д. Лебедевой отличает тонкий психологизм, обобщение и сложное структурное понимание натуры, что органично сочетаясь в пластике мастера, даёт самобытное, глубокое проникновение в выразительный внутренний строй личности портретируемого.

## Семья
С 1914 по 1925 год была замужем за художником Владимиром Лебедевым.

## Произведения

Музыкант А. Каплан
(музей-квартира Гольденвейзера)

- «Робеспьер» (рельеф, гипс тонированный, 1920);
- «Краснофлотец-ударник Власов» (1931);
- «Девочка с бабочкой» (1936);
- «Портрет В. П. Чкалова» (1936—1939);
- «Шахтёр» (1937);
- «Фигура со знаменем (А. Г. Стаханов)» (1939);

Сарра Лебедева — автор проектов памятников Александру Пушкину (1937—1938) в Михайловском, Феликсу Дзержинскому (1940), Антону Чехову (1944—1945) в Москве (не установлены); памятника на могиле Бориса Леонидовича Пастернака, бюста Ивана Мичурина.